# Brécy (Cher)
Brécy és un municipi francès, situat al departament de Cher i a la regió de Centre – Vall del Loira. L'any 2007 tenia 770 habitants.

## Demografia

### Població
El 2007 la població de fet de Brécy era de 770 persones. Hi havia 276 famílies, de les quals 48 eren unipersonals (32 homes vivint sols i 16 dones vivint soles), 88 parelles sense fills, 116 parelles amb fills i 24 famílies monoparentals amb fills.
La població ha evolucionat segons el següent gràfic:
Habitants censats

### Habitatges
El 2007 hi havia 330 habitatges, 286 eren l'habitatge principal de la família, 24 eren segones residències i 20 estaven desocupats. 322 eren cases i 6 eren apartaments. Dels 286 habitatges principals, 241 estaven ocupats pels seus propietaris, 41 estaven llogats i ocupats pels llogaters i 4 estaven cedits a títol gratuït; 1 tenia una cambra, 8 en tenien dues, 33 en tenien tres, 91 en tenien quatre i 153 en tenien cinc o més. 240 habitatges disposaven pel capbaix d'una plaça de pàrquing. A 87 habitatges hi havia un automòbil i a 186 n'hi havia dos o més.

### Piràmide de població
La piràmide de població per edats i sexe el 2009 era:
| Homes | Edats   | Dones |
| ----- | ------- | ----- |
| 0     | 95 o +  | 4     |
| 0     | 90 a 94 | 0     |
| 0     | 85 a 89 | 4     |
| 0     | 80 a 84 | 8     |
| 12    | 75 a 79 | 0     |
| 16    | 70 a 74 | 8     |
| 28    | 65 a 69 | 8     |
| 28    | 60 a 64 | 20    |
| 8     | 55 a 59 | 16    |
| 8     | 50 a 54 | 24    |
| 36    | 45 a 49 | 24    |
| 32    | 40 a 44 | 40    |
| 24    | 35 a 39 | 24    |
| 32    | 30 a 34 | 24    |
| 24    | 25 a 29 | 24    |
| 4     | 20 a 24 | 12    |
| 16    | 15 a 19 | 32    |
| 24    | 10 a 14 | 40    |
| 12    | 5 a 9   | 24    |
| 32    | 0 a 4   | 16    |

## Economia
El 2007 la població en edat de treballar era de 494 persones, 382 eren actives i 112 eren inactives. De les 382 persones actives 357 estaven ocupades (195 homes i 162 dones) i 25 estaven aturades (12 homes i 13 dones). De les 112 persones inactives 39 estaven jubilades, 37 estaven estudiant i 36 estaven classificades com a «altres inactius».

### Ingressos
El 2009 a Brécy hi havia 310 unitats fiscals que integraven 855 persones, la mediana anual d'ingressos fiscals per persona era de 19.168 €.

### Activitats econòmiques
Dels 19 establiments que hi havia el 2007, 2 eren d'empreses alimentàries, 1 d'una empresa de fabricació d'altres productes industrials, 4 d'empreses de construcció, 3 d'empreses de comerç i reparació d'automòbils, 1 d'una empresa d'hostatgeria i restauració, 2 d'empreses immobiliàries, 3 d'empreses de serveis, 1 d'una entitat de l'administració pública i 2 d'empreses classificades com a «altres activitats de serveis».
Dels 3 establiments de servei als particulars que hi havia el 2009, 1 era un paleta, 1 guixaire pintor i 1 restaurant.
L'any 2000 a Brécy hi havia 24 explotacions agrícoles.

## Equipaments sanitaris i escolars
El 2009 hi havia una escola elemental.

## Poblacions més properes
El següent diagrama mostra les poblacions més properes.